# Міхелешень (комуна)
Міхелешень, Міхелешені (рум. Mihălășeni) — комуна у повіті Ботошані в Румунії. До складу комуни входять такі села (дані про населення за 2002 рік):
- Карайман (209 осіб)
- Міхелешень (852 особи)
- Негрешть (311 осіб)
- Нестасе (224 особи)
- Пеун (317 осіб)
- Серата (336 осіб)
- Слобозія-Сілішкань (203 особи)

Комуна розташована на відстані 390 км на північ від Бухареста, 33 км на північний схід від Ботошань, 89 км на північний захід від Ясс.

## Населення
За даними перепису населення 2002 року у комуні проживали 2452 особи, усі — румуни. Усі жителі комуни рідною мовою назвали румунську.
Склад населення комуни за віросповіданням:
| Релігія       | Кількість осіб | Відсоток |
| ------------- | -------------- | -------- |
| православні   | 2441           | 99,6%    |
| п'ятдесятники | 11             | 0,4%     |